# Aeolesthes
Genre
Aeolesthes est un genre de coléoptères appartenant à la famille des cérambycidés (Cerambycidae). Le nom scientifique du genre a été valablement publié en 1890 par Charles Joseph Gahan,.

## Espèces
- Aeolesthes aurifaber (White, 1853)
- Aeolesthes bilobulartus (Gressitt & Rondon, 1970)
- Aeolesthes gloriosa (Aurivillius, 1924)
- Aeolesthes vietnamensis Vitali, Gouverneur & Chemin, 2017